# Chá de folhas de nespereira
O chá ou tisana de folhas de nespereira é uma decocção de folhas de nespereira (Eriobotrya japonica Thunb.) de consumo antigo na China, Coreia e Japão.
A riqueza destas folhas em antioxidantes motivou numerosas publicações e pesquisas, principalmente nestes três países, bem como levou a uma difusão comercial no ocidente. As folhas de algumas espécies selvagens do género Eriobotrya também se
estão incluídas nos campos de pesquisa atuais.

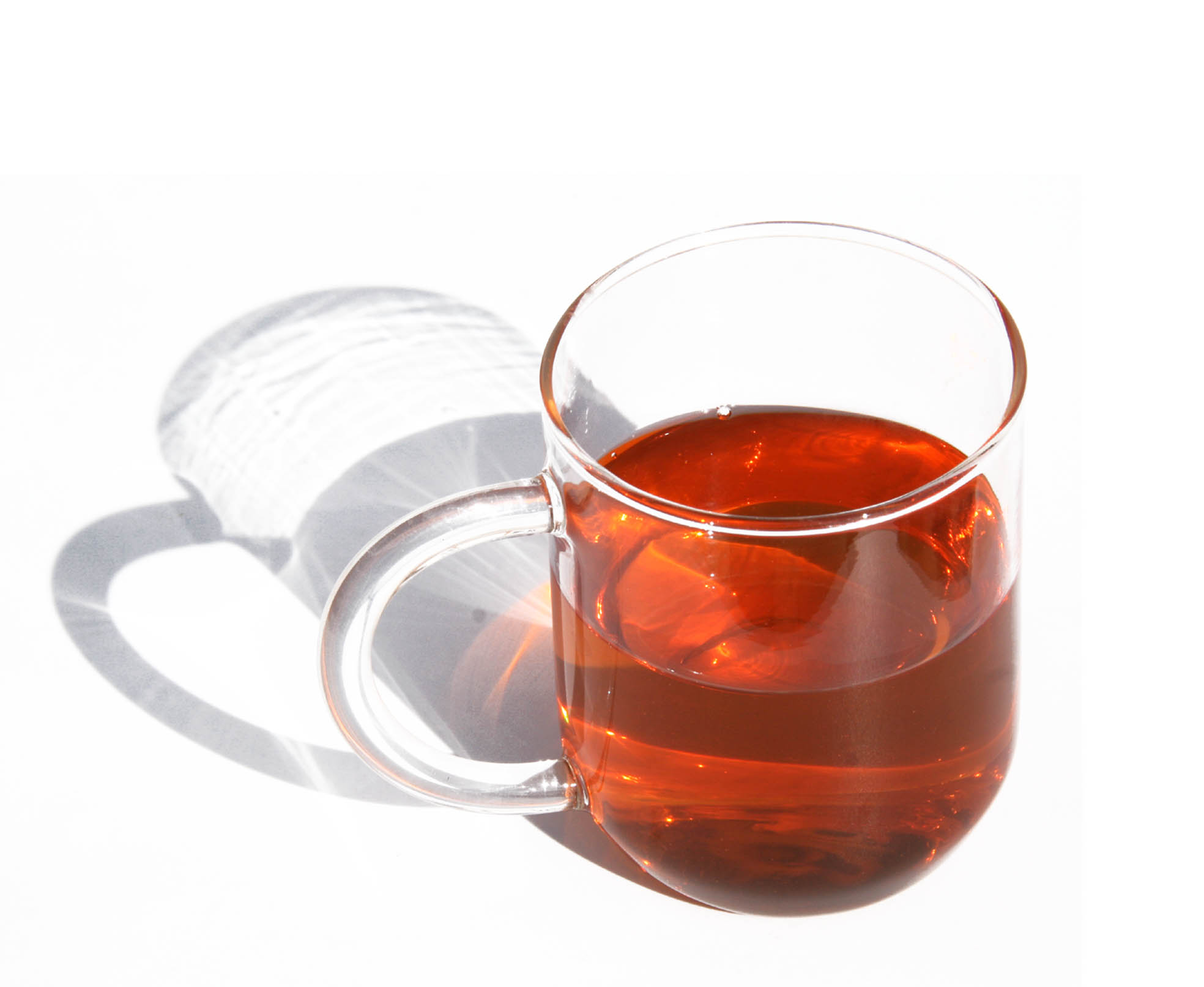
Chá de folhas de nespereira

## Denominação
Na China, é denominado de 枇杷叶茶, sendo que 枇杷 (pípa) significa “nespereira”, 叶 (yè) significa “folha” e 茶 (chá) significa “chá”. Em japonês, é chamado de びわ茶, correspondendo びわ (biwa) à palavra “nespereira” e 茶 (chá) a “chá”. A enciclopédia chinesa online Baidu Baike consagra uma página à folha da nespereira e aos seus usos.

## Modo de preparação
As folhas maiores (as folhas menores contêm saponinas) são lavadas, a face inferior é esfregada para remover os pêlos castanhos, macios e cotonados, são secas e, em seguida, cortadas em tiras de 1,5 cm, sendo, então, secas uma vez mais. Até aos dias de hoje, nenhum estudo foi capaz de indicar o período ideal de colheita destas folhas.
O chá é obtido através de uma decocção de 15 minutos que é, depois, deixada em repouso durante, pelo menos, igual quantidade de tempo. Obtém-se uma bebida de uma bela cor âmbar, com gosto de maçã, possível de ser consumida sem açúcar, quente ou fria. Este método de extração de compostos fenólicos e triterpenos foi comparado favoravelmente com a extração com recurso a água supercrítica.

## Utilização

### Indicações nas medicinas tradicionais chinesa e japonesa
O chá de folhas de nespereira japonesa é tradicionalmente utilizado na China, Coreia e Japão para combater a tosse e asma, entre outras  doenças. Em 1874, Philibert Dabry de Thiersant  escreveu em La matière médicale chez les Chinois: “a sua folha amarga atenua inflamações, pára a tosse e sede, alivia a melancolia e fortalece o estômago”.
O chá de folha de nespereira é comercializado como um suplemento alimentar, com uma grande quantidade de indicações raramente demonstradas em humanos.
O extrato de folha de nespereira japonesa foi analisado por investigadores da Ásia que conseguiram demonstrar a presença de antioxidantes: fenóis, flavonóides, triterpenos (incluindo ácido ursólico) e polissacarídeos. Publicações são regulares e detalhadas. Os novos potenciais terapêuticos que ainda merecem ser explorados foram descobertos no século XXI.
- Em 2010, uma equipa coreana confirmou experimentalmente o efeito anti-inflamatório e analgésico[10] deste extrato. Além disso, uma esquipa chinesa classificou em segundo lugar a nespereira japonesa entre 56 plantas diferentes utilizadas na medicina tradicional pelo seu conteúdo de antioxidantes.[11] As plantas selvagens possuem um potencial antioxidante superior às cultivadas.[12]
- O efeito anti-inflamatório foi particularmente confirmado no tratamento de bronquite crónica em testes com animais[13][14] sobre tosse e asma em testes praticados em ratos e cobaias.[15] O mecanismo de ação foi descrito em 2015, em ratos.[16]
- Um efeito antidiabético foi demonstrado em ratos,[17] devido a um flavonolignano.[18][19]

### Indicações descobertas pela pesquisa contemporânea
- Osteoporose: Após estudos sobre a atividade estrogénica de plantas da medicina tradicional chinesa,[20] uma equipa japonesa demonstrou que a folha de nespereira previne a deterioração da densidade óssea em ratos ovariectomizados.[21] Sob a direção do mesmo investigador, Hui Tan, o mecanismo de ação do ácido ursólico[22] foi descrito em 2015,[23] seguido de um estudo sobre a atividade anti-osteoporose da folha de nespereira.[24]
- TK Lim (2012)[25] acrescenta às atividades antioxidantes, anti-inflamatórias, anti-hiperglicémicas e antialérgicas, as atividades anticancerígenas descritas depois do ano 2000 (cancro da boca, das glândulas salivares, leucemia e do pâncreas[26]), hepato-protetoras (2002), renoprotetoras (2004) e gastroprotetoras (2008).
- As atividades antioxidantes[25] são ainda manifestadas por um efeito neuro-protetor (capacidade cognitiva em ratos[27] e adolescentes[28]).

Uma revisão detalhada das atividades dos extratos de nespereira japonesa foi publicado em 2016, a qual também cobre os extratos de fruta e flor.

### Toxicidade
Shengli Li et al. administraram extratos de folha de nespereira em ratos durante 28 dias consecutivos, em doses de 10g/kg, e não constatou qualquer efeito tóxico nos ratos de ambos os sexos.